# Dennis Aogo
Dennis Aogo est un footballeur allemand, né le 14 janvier 1987 à Karlsruhe, Bade-Wurtemberg, Allemagne. Il évolue au poste de milieu de terrain ou d'arrière latéral gauche avec l'équipe d'Allemagne de football.
Cet espoir allemand fait partie de l'équipe d'Allemagne de football qui termine à la troisième place de la Coupe du monde 2010.

## Biographie

### En club
Nigérian par son père et allemand par sa mère, Dennis Aogo fait ses débuts professionnels en 1. Bundesliga  sous les couleurs du SC Fribourg, le 27 octobre 2004, à 17 ans, contre le Hambourg SV. Le SC Fribourg est relégué à la fin de la saison 2004-2005  et Aogo joue les trois saisons suivantes en 2. Bundesliga. En 2008, Dennis Aogo retrouve la première division en signant au Hambourg SV un contrat de quatre ans. Il fait ses débuts sous ses nouvelles couleurs le 28 octobre 2008 contre le TSG 1899 Hoffenheim. À l'origine milieu de terrain, en raison des blessures de Marcell Jansen et Timothée Atouba, il est régulièrement aligné comme arrière latéral gauche sous les couleurs du Hambourg SV. En 2009 et en 2010, le club de la ville hanséatique arrive à deux reprises en demi-finale de la coupe UEFA. 
En août 2013, il est suspendu par son club pour s'être rendu avec son coéquipier Tomás Rincón à Mallorque et donc séché deux jours d'entraînement, après une défaite à domicile, 5-1 contre Hoffenheim au début de la saison 2013-2014. Cet événement marque la rupture entre le club et le joueur, puisque dans la foulée le Hambourg SV le prête avec option d'achat au FC Schalke 04 pour le reste de la saison. 
Sa première saison avec Schalke 04 va vite prendre fin: il se rompt les ligaments croisés à l'entraînement le 29 novembre 2013 et doit déclarer forfait pour le reste de la saison. Néanmoins, Schalke décide de prendre l'option d'achat et Aogo signe un contrat jusqu'en 2017. Il se fait une place comme titulaire oscillant entre le milieu de terrain et le couloir gauche jusqu'à la fin de la saison 2015-2016. Lors de la saison 2016-2017, il n'est plus vu comme un premier choix par André Breitenreiter et son contrat n'est pas prolongé. 
En août 2017, Dennis Aogo s'engage pour une durée de deux ans en faveur du VfB Stuttgart.

### En sélection nationale
International espoirs, Dennis Aogo remporte en 2009 le Championnat d'Europe des moins de 21 ans. En janvier 2010, sollicité pour jouer la Coupe du monde avec le Nigeria, il réaffirme sa volonté de jouer pour l'Allemagne. Quelques mois plus tard, il honore sa première cape avec l'équipe d'Allemagne, le 13 mai 2013 lors d'un match amical contre Malte. Aogo est retenu dans la sélection appelée à disputer la Coupe du monde 2010. Avec Sami Khedira, Toni Kroos, Mesut Özil, Jérôme Boateng,  Thomas Müller, Holger Badstuber et Manuel Neuer, il fait partie des jeunes joueurs retenus par Joachim Löw pour disputer la Coupe du monde, qui ont remporté un an auparavant le Championnat d'Europe Espoirs. Bien qu'il ne soit pas titulaire, il dispute tout de même, la "petite" finale de son équipe contre l'Uruguay en remplacement de Philipp Lahm.
À la suite de la Coupe du monde, il est rappelé de manière erratique et n'est pas retenu dans les tournois internationaux suivants. Il connaît sa dernière sélection le 2 juin 2013, contre États-Unis. Il compte 12 sélections. 

## Statistiques
| Club        | Nation    | Saison       | Division     | Championnat | Championnat | Coupe  | Coupe | Coupe d'Europe | Coupe d'Europe | Coupe d'Europe | Total  | Total |
| Club        | Nation    | Saison       | Division     | Matchs      | Buts        | Matchs | Buts  | Coupe          | Matchs         | Buts           | Matchs | Buts  |
| ----------- | --------- | ------------ | ------------ | ----------- | ----------- | ------ | ----- | -------------- | -------------- | -------------- | ------ | ----- |
| SC Fribourg |           | 2004-2005    | 1.Bundesliga | 15          | 1           |        |       |                |                |                | 15     | 1     |
| SC Fribourg | 2005-2006 | 2.Bundesliga | 27           | 6           | 2           | 0      |       |                |                | 29             | 6      |       |
| SC Fribourg | 2006-2007 | 2.Bundesliga | 19           | 0           |             |        |       |                |                | 19             | 0      |       |
| SC Fribourg | 2007-2008 | 2.Bundesliga | 33           | 4           | 2           | 2      |       |                |                | 35             | 6      |       |
| Hambourg SV |           | 2008-2009    | 1.Bundesliga | 23          | 0           | 3      | 0     | C3             | 11             | 0              | 37     | 0     |
| Hambourg SV | 2009-2010 | 1.Bundesliga | 31           | 0           | 2           | 0      | C3    | 15             | 0              | 48             | 0      |       |
| Hambourg SV | 2010-2011 | 1.Bundesliga | 20           | 0           |             |        |       |                |                | 20             | 0      |       |
| Hambourg SV | 2011-2012 | 1.Bundesliga | 30           | 0           | 3           | 1      |       |                |                | 33             | 1      |       |
| Hambourg SV | 2012-2013 | 1.Bundesliga | 27           | 2           | 1           | 0      |       |                |                | 28             | 2      |       |
| Total       |           |              |              | 225         | 13          | 13     | 3     |                | 26             | 0              | 264    | 16    |

## Palmarès

### En sélection
- Allemagne
  - Vainqueur de l'Euro espoirs 2009
  - 3e de la Coupe du monde 2010